# Dança-a-Chhau
A Dança-a-chau  (em oriya: ଚାଉ ନୃତ୍ୟ e em inglês:  Chhau Dance ) também chamada de Dança Chau é uma dança tradicional do leste da Índia, principalmente em Orissa, com a qual são executados poemas como o Mahabharata e o Ramáiana, e temas folclóricos locais ou temas abstratos. Seus três estilos distintos são originários de três regiões: Seirakella, Purulia e Mayurbhanj. Os dois primeiros são realizados com máscaras. A dança-a-Chhau está intimamente ligada à celebração de festivais regionais, e em particular ao Chaitra Parva, o festival da primavera.
A dança-a-chhau é parte integrante da cultura das comunidades envolvidas e reúne pessoas de diferentes classes sociais e origens étnicas, com práticas sociais, religiões e línguas muito diferentes. 
É também um patrimônio mundial da humanidade.

## História

### Origem
Suas origens podem ser encontradas em certas formas de dança e práticas marciais indígenas.
Originou-se em Purúlia, que não fica em Orissa.

### Na metade da sua história
A dança-a-Chhau era praticada antigamente por nobres; as mulheres não conseguiam aprender essa técnica. 

### Presente
No entanto, a crescente industrialização, as pressões econômicas e as novas mídias estão desarraigando comunidades e reduzindo sua participação coletiva nessa dança.

## Maneiras para dançar
Seus movimentos incluem simulações de técnicas de combate, imitações estilizadas de pássaros e outros animais, e gestos inspirados nas tarefas domésticas das donas de casa. A dança-a-chhau é ensinada apenas a homens que são membros de famílias de artistas tradicionais ou de comunidades locais. É realizado à noite e ao ar livre, ao som de melodias folclóricas tradicionais tocadas em dois instrumentos de palheta chamados mohuri e shehnai.

### Máscaras
Ele usa suntuosas máscaras de cerâmica pintadas e decoradas com shola (uma pasta branca e moldável) pelos artistas da comunidade Suthadar.

### Significado
Nas três modalidades, acrobacias se alternam com movimentos que buscam inspirar o cotidiano de vilarejos e selvas.

### Música
A música combina instrumentos de sopro como o Mohuri e o Shenai, com diferentes tambores como o Mirwas, o Dhamsa ou kettle e o Karkha.

#### Mirwas
Mirwas é um instrumento de percussão usado na Índia (mais especificamente na dança Chhau de Orissa) e no Cáucaso. É um tambor grande, tocado batendo-se em ambos os lados com duas baquetas de madeira e uma cana de bambu. Seu diâmetro costuma ser de aproximadamente 40 cm e o músico o pendura com uma tira no pescoço.
Eles vêm em vários tamanhos, dependendo da região e das necessidades do músico, que às vezes precisa executar danças enérgicas enquanto toca. Por exemplo, na dança Bhangra, os dançarinos ficam em volta dela.